# Procryptocerus attenuatus
Procryptocerus attenuatus är en myrart som först beskrevs av Smith 1876.  Procryptocerus attenuatus ingår i släktet Procryptocerus och familjen myror. Inga underarter finns listade i Catalogue of Life.